# Ross Case
Ross Case (Toowoomba, 1º novembre 1951) è un ex tennista australiano.

## Carriera
Giocatore specializzato nel doppio, in questa disciplina vince infatti venti titoli tra cui due del Grande Slam. La maggior parte dei tornei li ha giocati in coppia con il connazionale Geoff Masters. Nel singolare è riuscito a vincere quattro titoli ed a raggiungere la quattordicesima posizione mondiale.
In Coppa Davis gioca un totale di sette match con la squadra australiana vincendone tre.

## Statistiche

### Singolare

#### Vittorie (4)
| Numero | Anno | Torneo                               | Superficie | Avversario in finale | Punteggio     |
| 1.     | 1973 | Philippine International, Manila     | Cemento    | Geoff Masters        | 6–1, 6–0      |
| 2.     | 1974 | SAP Open, San Francisco              | Sintetico  | Arthur Ashe          | 6–3, 5–7, 6–4 |
| 3.     | 1975 | Philippine International, Manila (2) | Cemento    | Corrado Barazzutti   | 6–3, 6–1      |
| 4.     | 1975 | Medibank International, Sydney       | Erba       | John Marks           | 6–2, 6–1      |

### Doppio

#### Vittorie (20)
| Legenda                                                       |
| Grande Slam (2)                                               |
| Tennis Masters Cup / ATP World Tour Finals (0)                |
| Masters Series / ATP World Tour Master 1000 (0)               |
| ATP International Series Gold / ATP World Tour 500 Series (0) |
| ATP International Series / ATP World Tour 250 Series (18)     |

| Numero | Anno | Torneo                                        | Superficie  | Compagno       | Avversari in finale                       | Punteggio               |
| 1.     | 1972 | Rainier International Tennis Classic, Seattle | Cemento     | Geoff Masters  | Jean-Baptiste Chanfreau Wanaro N'Godrella | 4–6, 7–6, 6–4           |
| 2.     | 1972 | Brisbane International, Brisbane              | Cemento     | Geoff Masters  | Georges Goven Wanaro N'Godrella           | 6–2, 6–7, 6–2, 7–6      |
| 3.     | 1973 | Legg Mason Tennis Classic, Washington         | Terra rossa | Geoff Masters  | Dick Crealy Andrew Pattison               | 2–6, 6–1, 6–4           |
| 4.     | 1974 | Australian Open, Melbourne                    | Erba        | Geoff Masters  | Syd Ball Bob Giltinan                     | 6–7, 6–3, 6–4           |
| 5.     | 1974 | Countrywide Classic, Los Angeles              | Cemento     | Geoff Masters  | Brian Gottfried Raúl Ramírez              | 6–3, 6–2                |
| 6.     | 1974 | Sydney Indoor, Sydney                         | Cemento (i) | Geoff Masters  | John Newcombe Tony Roche                  | 6–4, 6–4                |
| 7.     | 1974 | Philippine International, Manila              | Cemento     | Syd Ball       | Mike Estep Marcelo Lara                   | 6–3, 7–6, 9–7           |
| 8.     | 1975 | Sao Paulo WCT, São Paulo                      | Sintetico   | Geoff Masters  | Brian Gottfried Raúl Ramírez              | 6–7, 7–6, 7–6           |
| 9.     | 1975 | Caracas Open, Caracas                         | Cemento     | Geoff Masters  | Brian Gottfried Raúl Ramírez              | 7–5, 4–6, 6–2           |
| 10.    | 1975 | Melbourne Indoor, Melbourne                   | Erba        | Geoff Masters  | Brian Gottfried Raúl Ramírez              | 6–4, 6–0                |
| 11.    | 1975 | Philippine International, Manila (2)          | Cemento     | Geoff Masters  | Syd Ball Kim Warwick                      | 6–1, 6–2                |
| 12.    | 1976 | Sao Paulo WCT, São Paulo (2)                  | Sintetico   | Geoff Masters  | Charlie Pasarell Allan Stone              | 7–5, 6–1                |
| 13.    | 1976 | Philippine International, Manila (3)          | Cemento     | Geoff Masters  | Anand Amritraj Corrado Barazzutti         | 6–0, 6–1                |
| 14.    | 1977 | Monterrey Grand Prix, Monterrey               | Sintetico   | Wojciech Fibak | Billy Martin Bill Scanlon                 | 3–6, 6–3, 6–4           |
| 15.    | 1977 | Torneo di Wimbledon, Londra                   | Erba        | Geoff Masters  | John Alexander Phil Dent                  | 6–3, 6–4, 3–6, 8–9, 6–4 |
| 16.    | 1978 | Japan Open Tennis Championships, Tokyo (2)    | Terra rossa | Geoff Masters  | Željko Franulović Buster Mottram          | 6–2, 4–6, 6–1           |
| 17.    | 1978 | Tokyo Indoor, Tokyo                           | Sintetico   | Geoff Masters  | Pat Du Pré Tom Gorman                     | 6–3, 6–4                |
| 18.    | 1979 | South Pacific Tennis Classic, Brisbane        | Erba        | Geoff Masters  | John James Chris Kachel                   | 7–6, 6–2                |
| 19.    | 1980 | Guangzhou Open, Canton                        | Sintetico   | Jaime Fillol   | Andy Kohlberg Larry Stefanki              | 6–2, 7–6                |
| 20.    | 1980 | Japan Open Tennis Championships, Tokyo        | Terra rossa | Jaime Fillol   | Terry Moor Eliot Teltscher                | 6–3, 3–6, 6–4           |